# Arvo Mets
Arvo Antonovič Mets (in russo  А́рво Анто́нович Метс?; Tallinn, 1937 – Mosca, 1997) è stato un poeta, traduttore e linguista russo. Teorico e pratico del verso libero russo.

## Biografia
Nato a Tallinn in una famiglia di luterani ed ortodossi. Si laureò presso l’Università Statale d’arte e cultura di San Pietroburgo e proseguì i suoi studi all’Istituto letterario di Mosca A.M. Gor'kij (partecipando al seminario di Sergej Narovčatov). Mets organizzò diverse serate letterarie a Mosca durante il periodo delle perestrojka. Dal 1975 al 1991 lavorò come editore alla rivista “Novyj Mir” e diresse il club letterario “Na Taganke”.
Le poesie di Arvo Mets sono state pubblicate nelle principali riviste letterarie della Russia. Soltanto tre dei suoi libri sono stati pubblicati durante il corso della sua vita. L'edizione postuma del 2006 rappresenta una raccolta quasi completa dei suoi testi. Le sue poesie 
sono state pubblicate anche in inglese, spagnolo, tedesco, serbo-croato, hindi e in altre lingue.

## Opere
- "Lebedi nad Chelnami" (Sb. stichov členov litobedinenija "Orfej" g. Naberežnye Čelny / Sost. A Mets, А. Vasilevskij, predisl. U. Chusajnova), Moskva, izd. «Izvestija», 1981, — 79 s.
- "Tallinskie kamni" — stichi i perevody, Moskva, izd. "Izvestija", 1989. Izdano na sredstva avtora) , — 30 s.
- "Godov'e kol'ca" — stichi, Moskva, 1992, izd. «Avtоr» (proizvodstvennoe obеdinenie), — 43 s. ISBN 5-85212-055-3
- "Stichi" / Kol. avt. Mosk. gos. muzej V. Sidura. — Moskva, 1995. — 15 s; (Vechera v Muzee Sidura ; Vyp.11)
- «V Osennich lesach» — stichi, perevody, stati, Moskva, 2006, Serija «Russkij verlibr» — 276 s.